# Chiesa di Santo Stefano (Castelmassa)
La chiesa di Santo Stefano è una chiesa sita nell'abitato di Castelmassa, nella centrale piazza Libertà affacciata all'argine destro del fiume Po.
Edificata nel tardo XVII secolo per soddisfare le esigenze religiose dell'aumentata popolazione del luogo in sostituzione della precedente chiesa, citata già nel XIII secolo, è dedicata a Santo Stefano primo martire. Nella suddivisione territoriale della chiesa cattolica, collocata nel vicariato di Castelmassa, a sua volta parte della diocesi di Adria-Rovigo, della quale fa parte dal 1818, ed è sede parrocchiale, arcipretale e prepositurale.